# 俅江青冈
俅江青冈（学名：Cyclobalanopsis kiukiangensis）为壳斗科青冈属下的一个种。